# Denes nad Makedonija
« Aujourd'hui sur la Macédoine » (en macédonien : Денес над Македонија, Denes nad Makedonija) est l'hymne national de la Macédoine du Nord. Il a été composé par Todor Skalovski et les paroles ont été écrites par Vlado Maleski, écrivain, en 1943 ou en 1944.
Denes nad Makedonija a été officiellement adopté après la libération de la Macédoine à la fin de la Seconde Guerre mondiale en 1944, lorsque le pays devenait un État communiste. Plus tard, en 1991, il a été conservé quand le pays a pris son indépendance vis-à-vis de la Yougoslavie.
Les paroles évoquent la libération de la Macédoine, le combat des Résistants ainsi que les longues luttes pour l'autonomie puis l'indépendance commencées au XIXe siècle. Des figures nationalistes sont citées, comme Goce Delčev, Pitu Guli ou Dame Gruev.

## Paroles

### Original macédonien
| Cyrillique macédonien | Latin macédonien | Transcription API |
| --- | --- | --- |
| Денес над Македонија се раѓа, ново сонце на слободата! 𝄆 Македонците се борат, за своите правдини! 𝄇 Не плачи Македонијо мајко мила, Крени глава гордо, високо, 𝄆 Старо, младо, машко и женско, На нозе се кренало! 𝄇 Одново сега знамето се вее, на Крушевската Република! 𝄆 Гоце Делчев, Питу Гули, Даме Груев, Сандански! 𝄇 Горите македонски шумно пеат, нови песни, нови весници! 𝄆 Македонија слободна, слободно живее! 𝄇 | Denes nad Makedonija se raǵa, novo sonce na slobodata! 𝄆 Makedoncite se borat, za svoite pravdini! 𝄇 Ne plači Makedonijo majko mila, Kreni glava gordo, visoko, 𝄆 Staro, mlado, maško i žensko, Na noze se krenalo! 𝄇 Odnovo sega znameto se vee, na Kruševskata Republika! 𝄆 Goce Delčev, Pitu Guli, Dame Gruev, Sandanski! 𝄇 Gorite Makedonski šumno peat, novi pesni, novi vesnici! 𝄆 Makedonija slobodna, slobodno živee! 𝄇 | [ˈd̪ɛ.n̪ɛs̪ n̪at̪ ma.kɛ.ˈd̪ɔ.n̪i.ja s̪ɛ ˈra.ɟa ǀ] [ˈnɔ.vɔ ˈs̪ɔn̪.t̪͡s̪ɛ n̪a s̪ɫ̪ɔ.ˈbɔ.d̪a.t̪a ‖] 𝄆 [ma.kɛ.ˈd̪ɔn̪.t̪͡s̪i.t̪ɛ s̪ɛ ˈbɔ.rat̪ ǀ] [z̪a ˈs̪vɔi̯.t̪ɛ ˈprav.d̪i.n̪i ‖] 𝄇 [n̪ɛ ˈpɫ̪a.t͡ʃi ma.kɛ.ˈd̪ɔ.n̪i.jɔ ˈmaj.kɔ ˈmi.ɫ̪a ǀ] [ˈkrɛ.n̪i ˈgɫ̪a.va ˈgɔr.d̪ɔ ˈvi.s̪ɔ.kɔ ǀ] 𝄆 [ˈs̪t̪a.rɔ ˈmɫ̪a.d̪ɔ ˈmaʃ.kɔ i ˈʒɛn̪.s̪kɔ ǀ] [n̪a ˈn̪ɔ.z̪ɛ s̪ɛ ˈkrɛ.n̪a.ɫ̪ɔ ‖] 𝄇 [ˈɔd̪.n̪ɔ.vɔ ˈs̪ɛ.ga ˈz̪n̪a.mɛ.t̪ɔ s̪ɛ vɛː ǀ] [n̪a kru.ˈʃɛf.s̪ka.t̪a rɛ.ˈpu.bl̪i.ka ǁ] 𝄆 [ˈgɔ.t̪͡s̪ɛ ˈd̪ɛl̪.t͡ʃɛf ˈpi.t̪u ˈgu.l̪i ǀ] [ˈd̪a.mɛ ˈgru.ɛf ǀ ˈs̪an̪.d̪an̪.s̪ki ǁ] 𝄇 [ˈgɔ.ri.t̪ɛ ma.ˈkɛ.d̪ɔn̪.s̪ki ˈʃum.n̪ɔ ˈpɛ.at̪ ǀ] [ˈn̪ɔ.vi ˈpɛs̪.n̪i ˈn̪ɔ.vi ˈvɛs̪.n̪i.t̪͡s̪i ǁ] 𝄆 [ma.kɛ.ˈd̪ɔ.n̪i.ja ˈs̪ɫ̪ɔ.bɔd̪.n̪a ǀ] [ˈs̪ɫ̪ɔ.bɔd̪.n̪ɔ ˈʒi.vɛː ǁ] 𝄇 |

### Traduction française
Aujourd'hui sur la Macédoine est en train de naître,
Le nouveau soleil de la liberté.
𝄆 Les Macédoniens combattent,
Pour leurs droits ! 𝄇
Ne pleure pas Macédoine chère mère,
Lève fièrement la tête, haut,
𝄆 Vieux, jeunes, hommes, et femmes,
Ils se sont levés ! 𝄇
Maintenant, le drapeau flotte à nouveau,
Celui de la république de Kruševo
𝄆 Goce Delčev, Pitu Guli,
Dame Gruev, Sandanski ! 𝄇
Les forêts de Macédoine chantent,
De nouvelles chansons,
𝄆 La Macédoine libérée,
Vit en liberté ! 𝄇

### Version albanaise
L'albanais est la langue co-officielle de la Macédoine du Nord au niveau de l'État et dans les unités d'autonomie locale. C'est la langue maternelle du peuple albanais qui constitue environ un quart de la population totale de la Macédoine du Nord.
| Latin albanais |
| --- |
| Sot mbi Maqedoninë ka lind, dielli i ri i lirisë! 𝄆 Maqedonasit luftojnë për të drejtat e veta! 𝄇 Mos qaj e dashura nënë Maqedoni, ngrite kokën lart me krenari. 𝄆 Të vjetër, të rinj, burra dhe gra, në këmbë janë ngritur! 𝄇 Përsëri po valëvitet flamuri, mbi Republikën e Krushevës! 𝄆 Goce Dellçev, Pitu Guli, Dame Gruev, Sandanski! 𝄇 Pyjet Maqedonase këndojnë, këngë të reja, lajme të reja! Maqedonia e lirë, e lirë jeton! 𝄇 |